# 赵陆一
赵陆一（？—），河北涉县人，中华人民共和国政治人物，曾任中国民主促进会中央委员会常务委员，天津市委员会副主任委员、天津市教育局副局长，第八、九届全国人大代表。